# Justo Lynch
Justo Máximo Lynch  (Martínez, 18 de diciembre de 1870-Buenos Aires, 14 de enero de 1953) fue un pintor argentino, paisajista, especialmente dedicado a las marinas.

## Biografía
Estudió en la Sociedad Estímulo de Bellas Artes con los pintores Ángel della Valle, Reinaldo Giudici, Eduardo Sívori y Ernesto de la Cárcova. Completó sus estudios con Eduardo de Martino y Giorgio Belloni.
En 1905 viajó a Europa permaneciendo un tiempo en Madrid y, luego, en París. Fue uno de los fundadores del grupo Nexus, junto a los pintores Fernando Fader, Carlos Ripamonte, Cesáreo Bernaldo de Quirós, Alberto María Rossi y Pío Collivadino, entre otros. El grupo, en el que no había un único estilo unificador, predominando el posimpresionismo y el naturalismo academicista, impulsaba un arte de carácter nacional y se desarmó después de tres exposiciones.
Lynch ocupó el cargo de Inspector de Dibujo del Consejo Nacional de Educación y colaboró en la redacción de los Programas de Dibujo para la enseñanza primaria en Buenos Aires e ilustró el Álbum Histórico Naval, de Teodoro Caillet Bois.

## Características de sus obras
Lynch es considerado el principal pintor argentino de paisajes marinos, siendo uno de los primeros pintores que reflejó los motivos ribereños del barrio de La Boca Mostró el Riachuelo de una manera poética, pleno de luz y color, utilizando una paleta en la que predominaban los grises. La mayor parte de su obra la pintó en un estilo, postimpresionista y, también, con un preciso verismo, libre de toda idealización, pintó hechos memorables de la historia naval argentinos.
Entre una gran cantidad de obras destacables, se encuentran Día Gris (en el Museo Nacional de Bellas Artes), Riachuelo-Tarde gris (en el Museo Provincial de Bellas Artes Franklin Rawson), Combate de San Nicolás (en el Museo Histórico Nacional).

## Exposiciones
- Su primera exposición individual fue en Buenos Aires, en la Galería Witcomb, en 1904.

- Exposición Internacional del Centenario, en 1910.

- Expuso en el Salón Nacional en los años: 1911 a 1918; 1920 a 1922; 1924; 1927 a 1929; 1935 a 1943; 1945 a 1949.

- Exposición La Pintura y Escultura Argentina de este Siglo, en Buenos Aires, en 1952 y 1953.
- Exposiciones en la mayoría de los salones provinciales argentinos.

- Exposición póstuma en Galería Serra, en Buenos Aires, 1953.

## Premios
- Premio Estímulo Ministerio de Justicia e Instrucción Pública en la Exposición del Ateneo, en 1898.
- Medalla de Bronce en la Exposición Internacional del Centenario, Buenos Aires,1910
- Premio Liga Naval Argentina en el Salón Nacional, en 1941.
- Premio Adquisición Ministerio de Marina en el Salón Nacional, en 1948